# Tortella flavovirens
Tortella flavovirens là một loài Rêu trong họ Pottiaceae. Loài này được (Bruch) Broth. miêu tả khoa học đầu tiên năm 1902.